# Ari'el Stachel
Ari'el Stachel (Berkeley (Californië), 29 juli 1991) is een Amerikaans acteur. 

## Biografie
Stachel werd geboren en groeide op in Berkeley (Californië) bij een vader die afstamt van Joden uit Jemen en opgroeide in Israël, en een moeder die afstamt van Asjkenazische Joden uit New York. Zijn ouders leerden elkaar kennen op een kibboets. Zijn ouders scheidden van elkaar toen Stachel nog jong was, en hij nam de naam van zijn moeder aan om zo niet geassocieerd te worden met de Midden-Oosten achtergrond van zijn vader. Stachel begon zijn studie aan de Berkeley High School in Berkeley, om deze te verlaten om aan de Oakland School for the Arts in Oakland af te studeren. Hierna studeerde hij af in drama aan de Tisch School of the Arts in Manhattan (New York). 

## Carrière
Stachel begon in 2015 met acteren in de televisieserie Blue Bloods, waarna hij nog meerdere rollen speelde in televisieseries en films. Stachel won in 2019 een Daytime Emmy Award voor zijn rol samen met de cast in de categorie Uitstekende Optreden in een Dagelijks Televisieprogramma in Today, en ook in 2019 won hij Grammy Award in de categorie Beste Musical Theater Album. Naast het acteren voor televisie is Stachel ook actief in het theater, hij heeft eenmaal opgetreden op Broadway, van 2017 tot en met 2019 speelde hij de rol van Haled in de musical The Band's Visit. 

## Filmografie

### Films
Uitgezonderd korte films.
- 2022 Don't Worry Darling – als Ted
- 2022 Respect the Jux – als Vito
- 2020 Zola – als Sean
- 2017 Can Hitler Happen Here? – als schoolhoofd

### Televisieseries
Uitgezonderd eenmalige gastrollen.
- 2025 The Night Agent - als Artoun - 3 afl.
- 2020-2022 Law & Order: Special Victims Unit – als brigadier Hasim Khaldun – 6 afl.
- 2019-2020 The Two Princes – als Prins Amir of the East – 21 afl.